# 英記茶莊

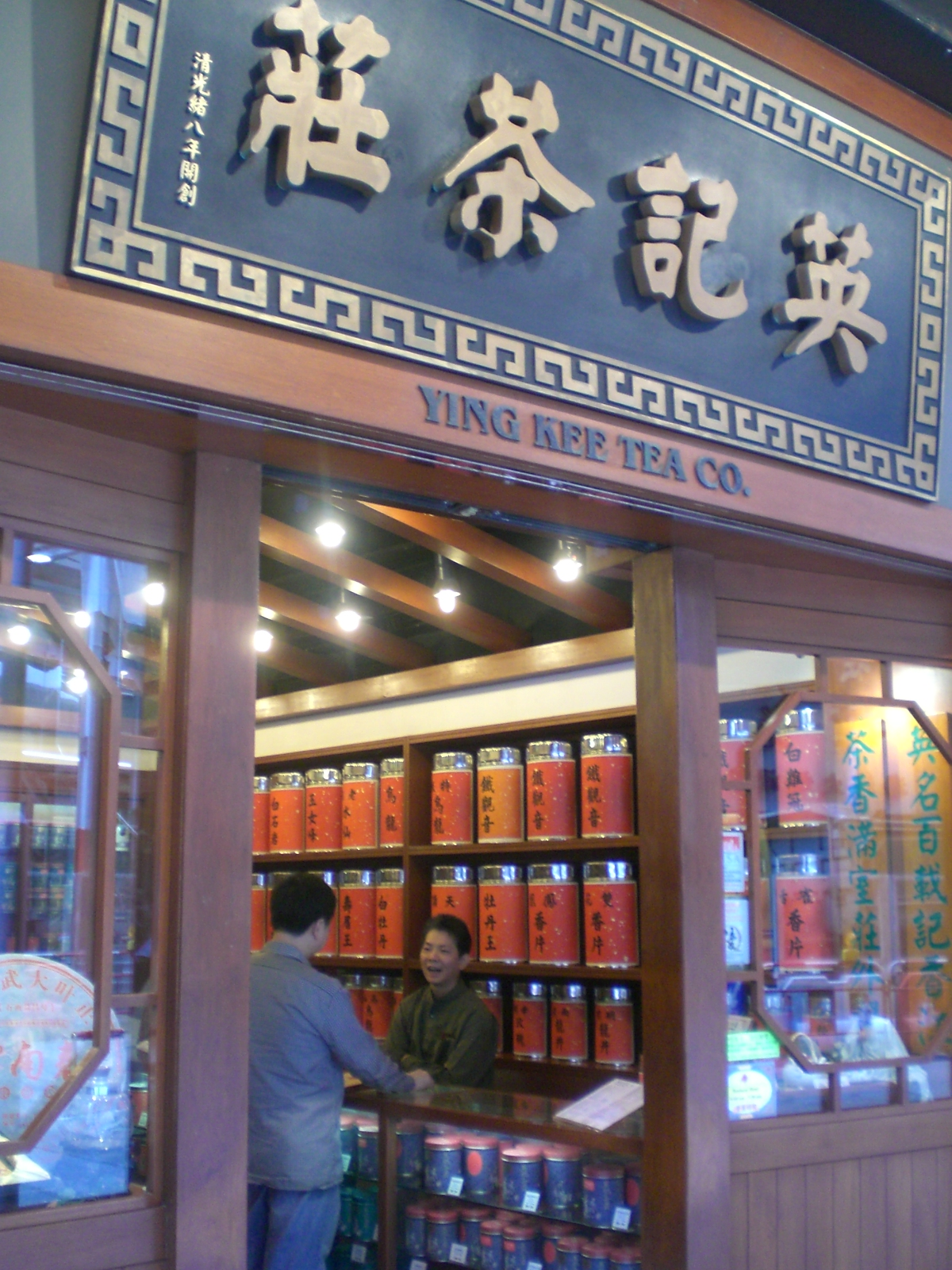
英記茶莊中環店

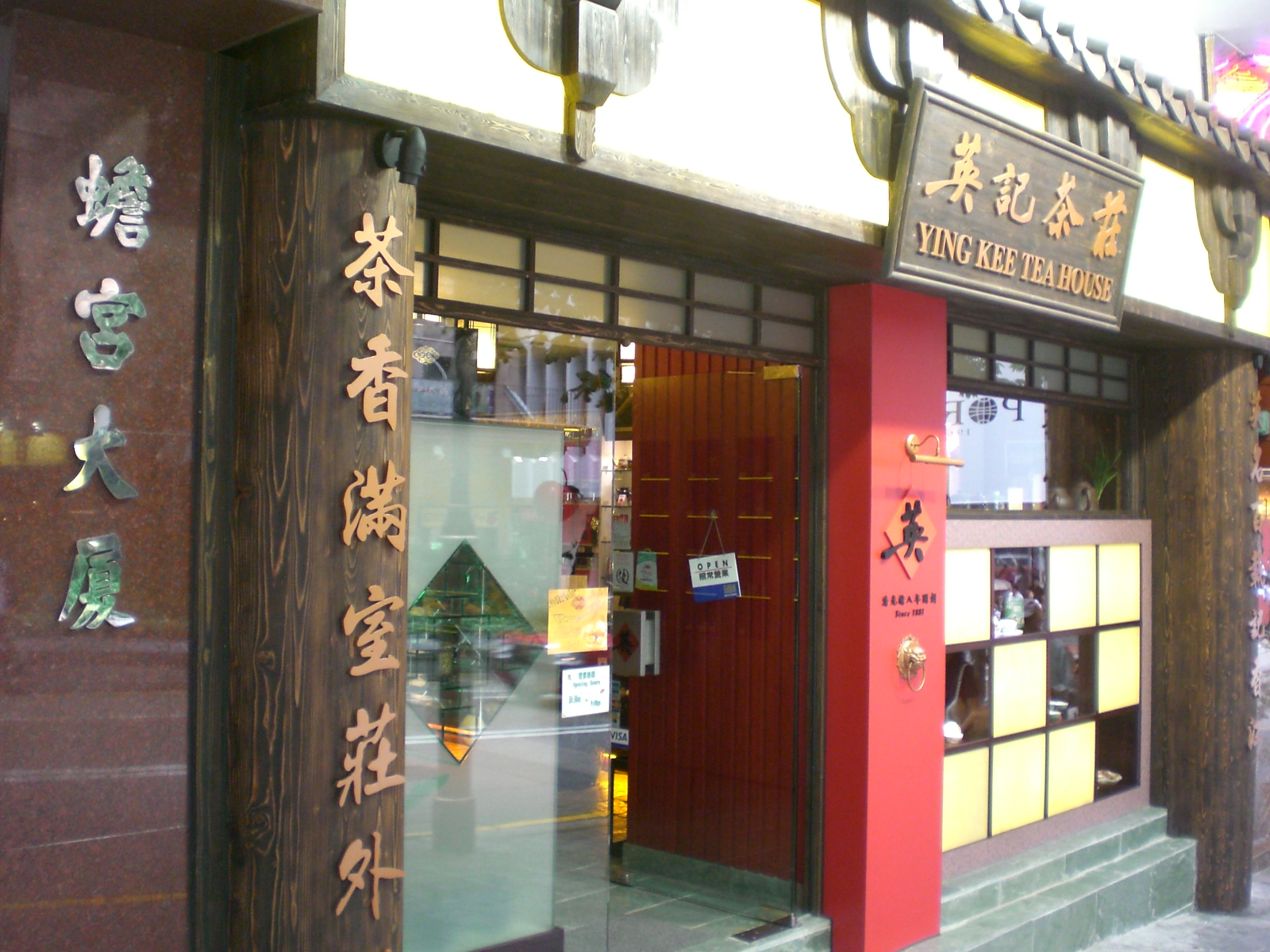
英記茶莊銅鑼灣店

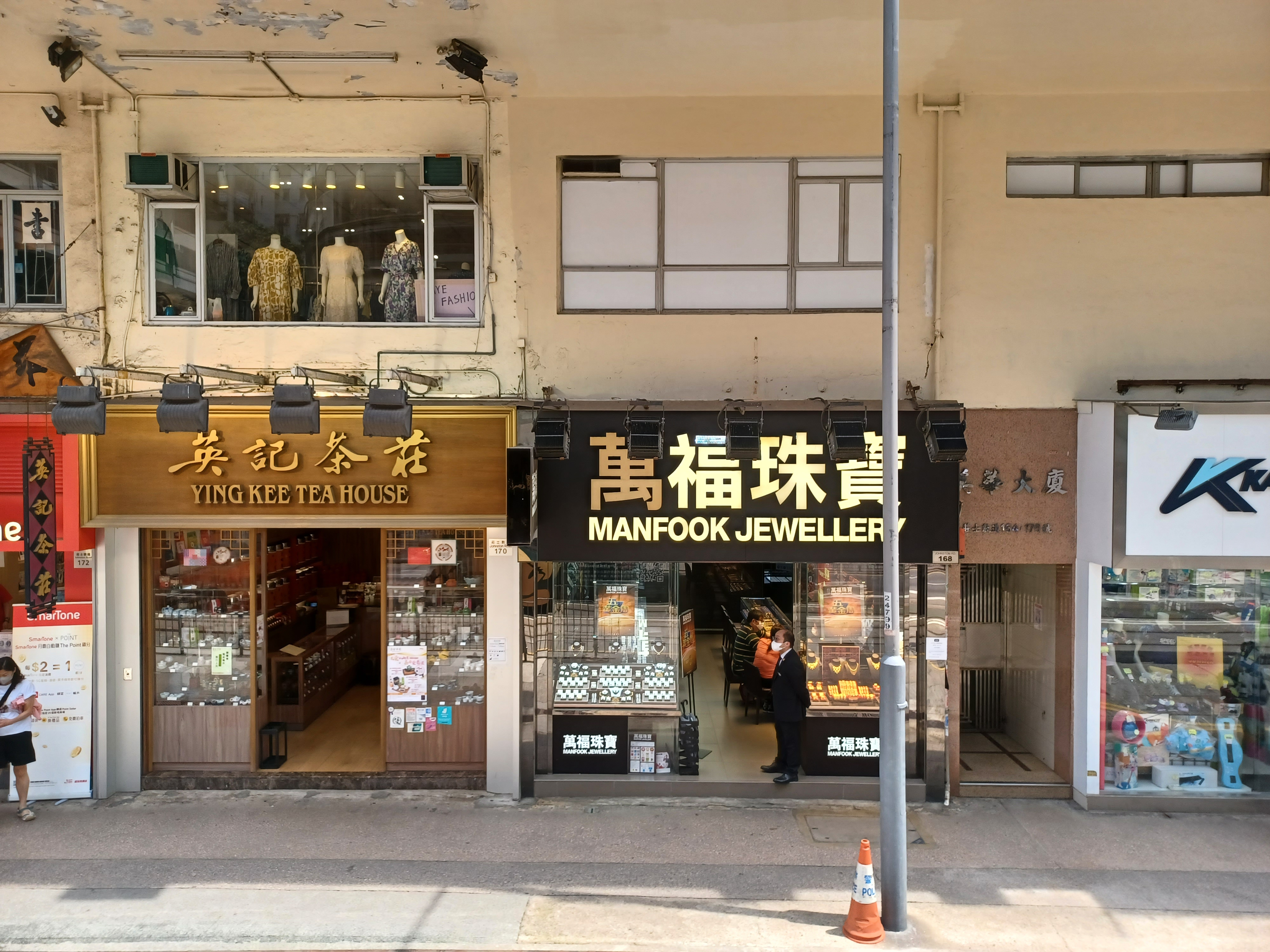
英記茶莊灣仔店

英記茶莊（Ying Kee Tea House，港交所：8241）是香港著名的老牌商號之一。

## 歷史
1881年，清朝光緒八年於廣州由陳朝英創立，第一支店位於西關十八甫北。中共建政後的1950年，英記茶莊遷店至香港中環，避開了令眾多廣州商號被當局充公的「公私合營」。1988年於日本東京開設分店，家族生意至今已經守業至第四代。 
陳朝英原籍廣東中山，原名陳傑卿，陳朝英是別名。現時英記茶莊由其後人陳根源、陳廣源（Lawrence Chan）、陳樹源，及陳達源4兄弟主持，現香港總店位於柴灣工業區。
2018年4月16日於創業板掛牌上市。

## 外部連結
- 英記茶莊 （页面存档备份，存于）